# Tieriebrieno
 Tieriebrieno (ros. Теребрено) – wieś w Rosji, w obwodzie biełgorodzkim, w rejonie krasnojarużskim. W 2010 liczyła 600 mieszkańców.
Miejscowość położona jest około 10 km na południowy zachód od miejscowości Krasnaja Jaruga. 

## Historia
Pierwsze wzmianki o miejscowości datują się na 1678 rok. 
17 grudnia 2023, podczas rosyjskiej inwazji na Ukrainę źródła rosyjskie i ukraińskie poinformowały o walkach na terenie wsi. Do działań tych przyznał się Legion Wolność Rosji.

## Miejsca pamięci
- W centrum miejscowości znajduje się grób zbiorowy żołnierzy radzieckich poległych w walkach z Niemcami w 1943 roku. W 1967 roku na mogile ustawiono pomnik. Oprócz płyty z nazwiskami poległych, na pomniku znajduje się także upamiętnienie zmarłych w czasie II wojny światowej żołnierzy z tej wsi[4].
- W 1990 roku we wsi ustawiono pomnik poświęcony 4 młodocianym saperom, którzy zginęli w akcji rozminowywania wsi[5].